# 1319
1319 (MCCCXIX) var ett normalår som började en måndag i den julianska kalendern.

## Händelser

### Maj
- 8 maj – När den norske kungen Håkon Magnusson avlider ärvs den norska tronen av hans treårige dotterson Magnus Eriksson, som är son till hans dotter Ingeborg och den svenske hertigen Erik Magnusson, som året innan har avlidit i fångenskap på Nyköpingshus.

### Juli
- 8 juli – Magnus Eriksson väljs till kung även av Sverige vid Mora stenar, varvid Mats Kettilmundsson nedlägger sitt rikshövitsmannaskap. Därmed får Sverige och Norge samma kung och hamnar alltså i personalunion. Samma dag utfärdas det så kallade frihetsbrevet, där rikets ledare förbinder sig att upprätthålla rättssäkerheten i riket. Då Magnus Eriksson endast är tre år gammal får han en förmyndarregering, ledd av hans mor Ingeborg.

### November
- 13 november – När den danske kungen Erik Menved dör dröjer det över två månader, innan hans bror Kristofer officiellt utropas till ny kung av Danmark. Då han dock i praktiken övertar makten i Danmark skyndar sig det svenska riksrådet att sluta förbund med honom, så att han inte, i likhet med Erik Menved, ska stödja den avsatte svenske kungen Birger Magnusson, som har tagit sin tillflykt till Danmark.

## Födda
- 16 april – Johan II, kung av Frankrike 1350–1364
- Karl av Blois, hertig av Bretagne 1341–1364
- Märta Ulfsdotter, svensk hovfunktionär.

## Avlidna
- 8 maj – Håkon Magnusson, kung av Norge sedan 1299
- 5 april eller 15 augusti – Ingeborg Magnusdotter, drottning av Danmark sedan 1296, gift med Erik Menved
- 14 augusti – Valdemar av Brandenburg, markgreve av Brandenburg.
- 13 november – Erik Menved, kung av Danmark sedan 1286
- Erik, svensk prins, son till Birger Magnusson (avrättad)